# Empis crassifila
Empis crassifila är en tvåvingeart som beskrevs av Friedrich Hermann Loew 1858. Empis crassifila ingår i släktet Empis och familjen dansflugor. Inga underarter finns listade i Catalogue of Life.